# Borja Vivas
Borja Vivas (Borja Vivas Jiménez; * 26. Mai 1984 in Málaga) ist ein spanischer Kugelstoßer.
Bei den Ibero-Amerikanischen Meisterschaften gewann er 2006 Silber und 2008 Gold.
2009 schied er bei den Halleneuropameisterschaften in Turin und bei den Weltmeisterschaften in Berlin in der Qualifikation aus.
Bei den Europameisterschaften 2010 in Barcelona wurde er Zehnter.
2011 scheiterte er bei den Halleneuropameisterschaften in Paris und bei den Weltmeisterschaften in Daegu in der ersten Runde.
2012 folgte einem Vorrundenaus bei den Hallenweltmeisterschaften in Istanbul ein siebter Platz bei den Europameisterschaften in Helsinki. Bei den Olympischen Spielen in London kam er nicht über die erste Runde hinaus.
2013 schied er bei den Halleneuropameisterschaften in Göteborg und bei den Weltmeisterschaften in Moskau in der Qualifikation aus und siegte bei den Mittelmeerspielen.
Im Jahr darauf verpasste er bei den Hallenweltmeisterschaften 2014 in Sopot knapp den Einzug ins Finale und gewann Silber bei den Europameisterschaften in Zürich.
2015 wurde er Vierter bei den Halleneuropameisterschaften in Prag und scheiterte bei den Weltmeisterschaften in Peking in der ersten Runde.
Sechsmal wurde er Spanischer Meister (2010–2015) und siebenmal Spanischer Hallenmeister (2009–2015).

## Persönliche Bestleistungen
- Kugelstoßen: 21,07 m, 27. Juli 2014, Alcobendas
  - Halle: 20,66 m, 21. Februar 2015, Antequera